# Meleon madagascarensis
Meleon madagascarensis là một loài nhện trong họ Salticidae.
Loài này thuộc chi Meleon. Meleon madagascarensis được Fred R. Wanless miêu tả năm 1978.